# Дюкарев, Семён Петрович
Семён Петро́вич Дю́карев (1914 — 1990) — советский дипломат. Чрезвычайный и полномочный посол.

## Биография
Член ВКП(б). На дипломатической работе с 1939 года.
- В 1939—1941 годах — сотрудник полпредства СССР в Японии.
- В 1941—1943 годах — сотрудник центрального аппарата НКИД СССР.
- В 1943—1945 годах — дипломатический агент НКИД СССР во Владивостоке.
- В 1945—1949 годах — генеральный консул СССР в Милане (Италия).
- В 1950—1951 годах — сотрудник центрального аппарата МИД СССР.
- В 1951—1955 годах — советник посольства СССР в Бирме.
- В 1955—1958 годах — сотрудник центрального аппарата МИД СССР.
- В 1958—1961 годах — советник посольства СССР в Таиланде.
- В 1961—1963 годах — сотрудник центрального аппарата МИД СССР.
- В 1963—1964 годах — заместитель заведующего Отделом Юго-Восточной Азии МИД СССР.
- С 9 октября 1964 по 19 июля 1969 года — чрезвычайный и полномочный посол СССР в Сомали[1].
- В 1969—1972 годах — на ответственной работе в центральном аппарате МИД СССР.
- В 14 октября 1972 по 27 сентября 1978 года — чрезвычайный и полномочный посол СССР в Аргентине[2].

## Награды
- орден «Знак Почёта» (5 ноября 1945)